# Yoho nationalpark
Yoho nationalpark ligger i kanadensiska Klippiga bergen i sydöstra delen av provinsen British Columbia.
Nationalparken gränsar till Kootenay nationalpark i söder och Banffs nationalpark i öster. Namnet Yoho kommer från ett ord på cree som uttrycker häpnad.
Yoho täcker 1 313 km² och är den minsta av de fyra intilliggande nationalparkerna. 
Yoho, tillsammans med Jaspers nationalpark, Kootenay nationalpark och Banff nationalpark samt tre provinsparker i British Columbia – Hamber provinspark, Mount Assiniboine provinspark och Mount Robsons provinspark – blev 1984 världsarvet Parker i kanadensiska Klippiga bergen. Parkens administrations- och besökscenter ligger i staden Field, intill Trans-Canada Highway.

## Geologi

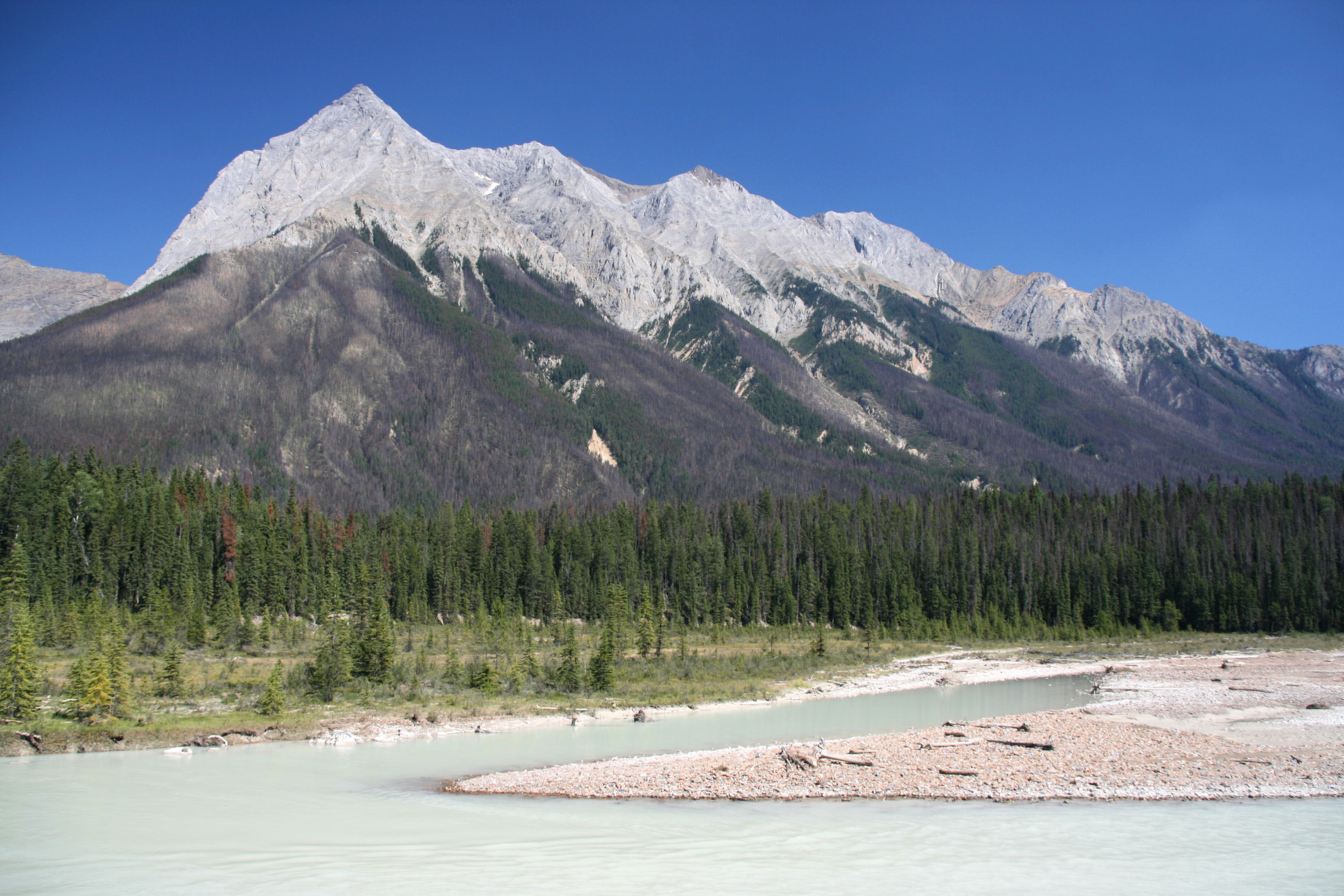
Chancellor Peak och Kicking Horse River

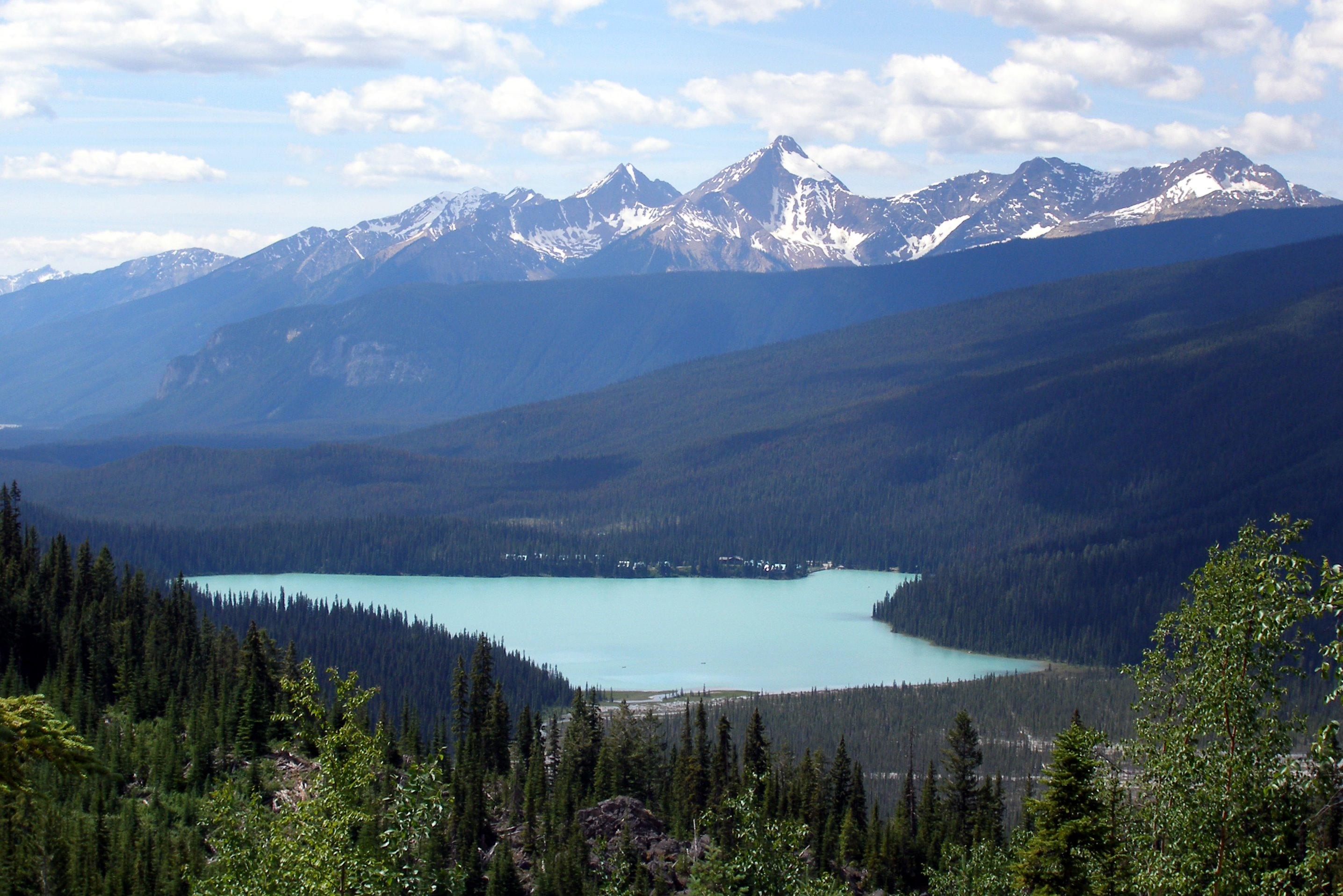
Emerald Lake

Kicking Horse River, en Canadian Heritage-flod, rinner upp i isfälten Wapta och Waputik i parken. Floden har skapat en naturlig bro genom solitt berg. Formationen ligger 3 km väster om Field och kan nås från vägen till Emerald Lake.
Kanadensiska klippiga bergen består av sedimentära bergarter, med ett stort antal fossillämningar. Burgess Shale, beläget i Yoho nationalpark, är ett av världens rikaste vad gäller lämningarna av ovanliga fossiler. Detta område upptäcktes 1909 av Charles Doolittle Walcott. I sydöstra hörnet av parken finns en vulkanisk intrusion, Ice River Complex, som har avlagringar av sodalit, en dekorativ sten.

### Berg
- Mount Burgess 2 599 m högt, bestigs relativt ofta. I 17 år fanns berget med på Kanadas tio-dollarsedel.
- Mount Stephen 3 199 m högt, är det högsta av de fyra berg som omger staden Field i British Columbia. En del av Burgess Shale-fossilerna hittades på Mount Stephen.
- The President (presidenten) 3 138 m högt
- The Vice President (vicepresidenten) 3 066 m högt
- Mount Goodsir 3 567 m högt
- Mount Balfour 3 272 m högt[1]

### Vattenfall
- Takakkaw Falls
- Wapta Falls